# Museo de la Aldea y de la Relojería Gütenbach

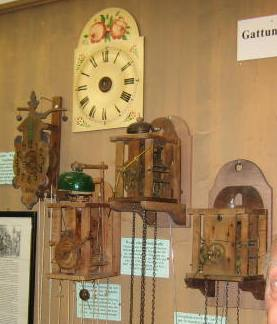
Museo de la Aldea y de la Relojería Gütenbach: Exposición sobre la historia del movimiento de madera del reloj de la Selva Negra

El Museo de la Aldea y de la Relojería (en alemán: Dorf- und Uhrenmuseum) en Gütenbach en el distrito de Selva Negra-Baar en Baden-Wurtemberg, Alemania, fue inaugurado en 1988 en el edificio de la antigua escuela.

## Enlaces
- Sitio web del Museo